# Utricularia schultesii
Utricularia schultesii — вид рослин із родини пухирникових (Lentibulariaceae). 

## Біоморфологічна характеристика
Квіти світло-фіолетові.

## Середовище проживання
Зростає на півночі Південної Америки (пд.-сх. Колумбія, Венесуела (Амазонас)).